# Simodactylus lineatus
Simodactylus lineatus is een keversoort uit de familie kniptorren (Elateridae). De wetenschappelijke naam van de soort is voor het eerst geldig gepubliceerd in 1948 door Van Zwaluwenburg.